# Jean-Baptiste Delong
Jean-Baptiste Barnabé Marie Victoire Clément Delong est un homme politique français né le 2 novembre 1762 à Toulouse (Haute-Garonne) et mort le 22 octobre 1828 à Marciac (Gers).

## Biographie
Magistrat, il est nommé président de chambre à la cour d'appel d'Agen en avril 1811. Il termine sa carrière comme premier président de la cour royale d'Agen de 1818 à 1828. 
Il est député du Gers de 1817 à 1822, siégeant dans la majorité soutenant les ministères de la Restauration.
Il meurt le 22 octobre 1828 à Marciac.

## Pour approfondir